# Ghana Commercial Bank

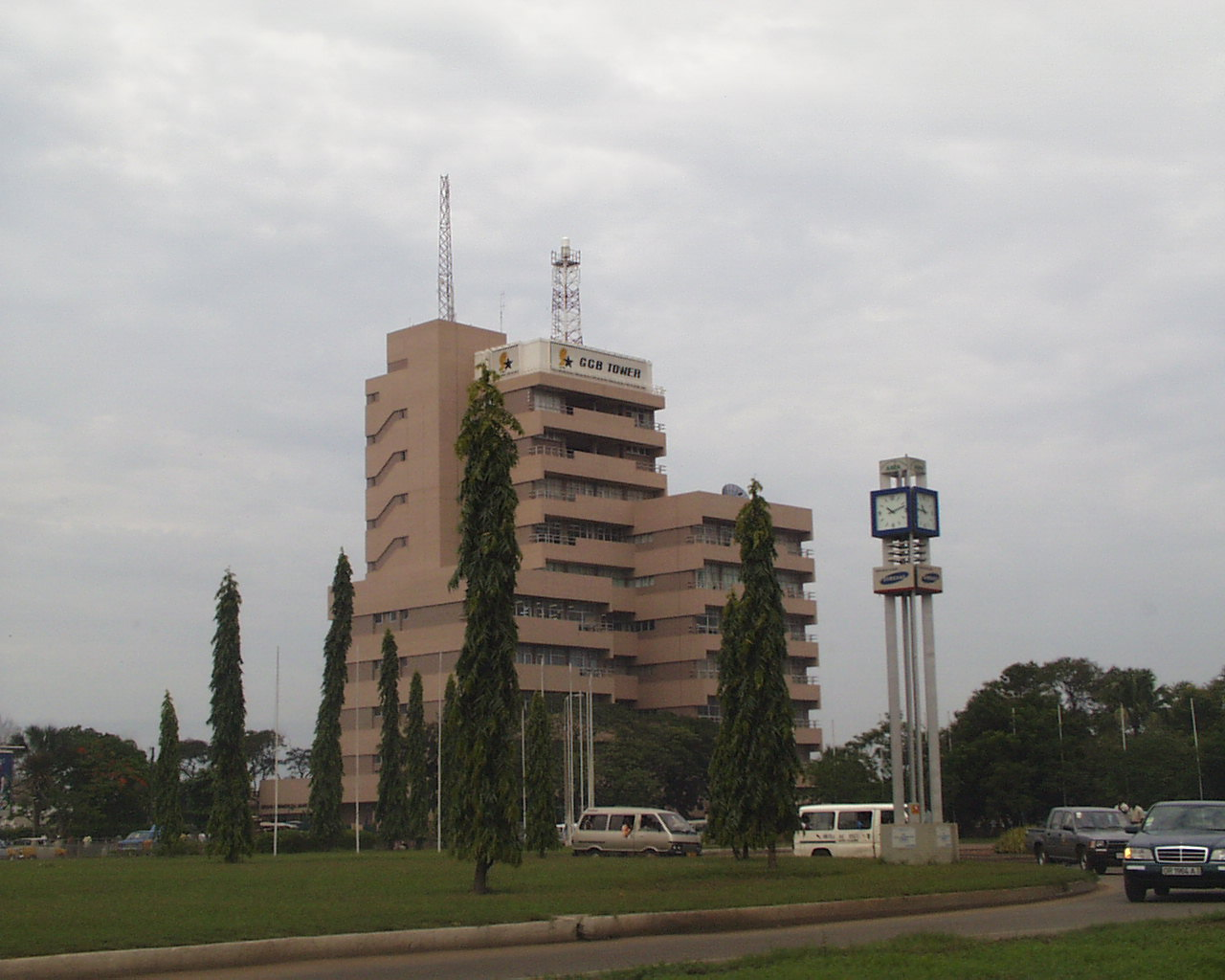
Gebäude der Ghana Commercial Bank Ltd. in Accra

Die Ghana Commercial Bank Ltd. (GCB) ist eines der größten Kreditinstitute im westafrikanischen Staat Ghana mit Sitz in Accra. Mit 133 Filialen in ganz Ghana ist es die größte ghanaische Bank. In allen zehn Regionen und allen ehemaligen 110 Distrikten (2001) hat das Unternehmen wenigstens eine Filiale eröffnet. Das Motto des Unternehmens lautet: We serve you better.
Das Unternehmen war die erste ghanaische Bank, die an der Ghana Stock Exchange, der ghanaischen Börse gehandelt wurde.